# Championnat NCAA masculin de basket-ball 2004
Navigation
2003 2005
Le championnat NCAA de basket-ball 2004 a réuni 65 équipes NCAA dans un tournoi du 16 mars 2004 au 5 avril 2004. Le Final Four s'est déroulé du 3 au 5 avril 2004 dans le Alamodome de San Antonio et a été remporté par les Huskies de l'université du Connecticut. Emeka Okafor, le pivot des Huskies, a été élu Most Outstanding Player du tournoi.

## Final Four
|  | Demi-finales   | Demi-finales |              |    | Finale  | Finale  |
|  | Demi-finales   | Demi-finales |              |    | Finale  | Finale  |
|  |                |              |              |    |         |         |
|  | 3 avril        | 3 avril      |              |    | 5 avril | 5 avril |
|  | 3 avril        | 3 avril      |              |    | 5 avril | 5 avril |
|  | Oklahoma State | 65           |              |    | 5 avril | 5 avril |
|  | Oklahoma State | 65           |              |    | 5 avril | 5 avril |
|  | Georgia Tech   | 67           |              |    | 5 avril | 5 avril |
|  | Georgia Tech   | 67           | Georgia Tech | 73 |         |         |
|  | 3 avril        |              | Georgia Tech | 73 |         |         |
|  |                | Connecticut  | 82           |    |         |         |
|  | Duke           | Connecticut  | 82           | 78 |         |         |
|  | Duke           |              |              | 78 |         |         |
|  | Connecticut    | 79           |              |    |         |         |
|  | Connecticut    | 79           |              |    |         |         |